# The band apart
the band apart（ザ・バンド・アパート）は、日本の4人組ロックバンド。所属レーベルはasian gothic。略称は「バンアパ」。

## 概要
1998年、荒井岳史（Vo, G）、川崎亘一（G）、木暮栄一（Dr）の3人により結成。
デビュー以来英語詞で楽曲を発表し続けていたが、7thシングル「2012 e.p.」(2012)で初めて日本語詞の楽曲を発表した。それ以降、10thシングル「TENNIS CLUB e.p.」(2015)で英語詞楽曲「冬の窓」を発表するまでは全楽曲が日本語詞で発表された。
2016年発売のアコースティックアルバム「1」から、アコースティック編成用名義としてthe band apart（naked）を用いている。

## 来歴
- 1998年結成。
- 1993年、中学校の同級生だった原、川崎、木暮の3人を中心にヘヴィメタルのコピーバンドが誕生。
- 1995年、共通の友人を介して原と知り合いになった荒井が加入し、現在のメンバー構成となる。その後しばらくはメタル等のコピーを続ける（この頃、音楽性の不一致から木暮が一時的に脱退している）。
- 1998年頃から現在のバンド名となり、本格的な活動を開始。バンド名はクエンティン・タランティーノの映画プロダクション、「A Band Apart（英語版）」に由来する。
- 1999年前期には1st Demoを製作、後期には2nd Demoを製作。共に順調に販売を重ねる。
- 2001年、Limited Recordsから「FOOL PROOF」、2002年に「Eric.W」をリリース。
- 2003年、1stアルバム「K.AND HIS BIKE」をリリース後、自身の運営するasian gothic labelから活動をすることとなる。
- 2004年、独立後第一弾となるシングル「RECOGINIZE ep」をリリースし、限定15,000枚を即完売させる。
- 2005年、2ndアルバム「quake and brook」をリリース。オリコン最高位5位を獲得。
- 2006年、3rdアルバム｢alfred and cavity｣をリリース。オリコン最高位9位を獲得。12月23日、"smooth like butter tour final"を両国国技館で開催。
- 2007年、盟友バンドであるMOCK ORANGEと共に初のアメリカツアーを敢行。
- 2008年、4thアルバム「Adze of penguin」をリリース。オリコン最高位7位を獲得。7月13日、“4th album Adze of penguin”release live SMOOTH LIKE BUTTER TOUR FINAL”を幕張メッセイベントホールで開催。
- 2011年、5thアルバム「Scent of August」をリリース。オリコン最高位12位を獲得。6月17日、日本武道館でASPARAGUSとのツーマンライブ『SMOOTH LIKE BUTTER』が開催。
- 同年9月、原が膵炎のため入院[6]。その間に行われた木暮、荒井の二人編成のライブでの「Cosmic Shoes」の演奏が後のthe band apart（naked）におけるセルフリアレンジの原型となった[7]。

- 2013年、6thアルバム「街の14景」をリリース。オリコン最高位13位を獲得。
- 2015年、7thアルバム「謎のオープンワールド」をリリース。オリコン最高位13位を獲得。

## メンバー
- 荒井 岳史（あらい たけし、1978年8月10日（46歳） - ）
ボーカル・ギター。
  - 血液型はA型。身長は185cm。
  - ギターはギブソン・SG→フェンダー・ジャガー→フェンダー・ストラトキャスター→フェンダー・テレキャスター→ナビゲーター・テレキャスター→フェンダー・ジャズマスター→ESP・ストラトキャスタータイプを使用。
  - 結成当初はベースボーカルだったが、原にパートの交換を提案しギターへ転向した。
  - 複雑なコードのカッティングやオブリガート的なフレーズも歌いながら弾きこなす。
  - bloodthirsty butchersの吉村秀樹の企画や荒井自身による企画などでアコースティックライブを開催する。これらのライブではthe band apartの楽曲をアコースティックバージョンで演奏する。
  - 映画好きであり、サウンドトラックも好んで聴く。
  - 元ラガーマン。現在でも屈強な肉体を誇っている。
  - 2013年8月21日に初のソロアルバム『sparklers』をリリース。オリジナル曲に含め、the band apartの楽曲から「photograph」「K.and his bike」を日本語でカバーしている。
  - The Yasuno N°5 Groupメンバーとしても活動。

- 川崎 亘一（かわさき こういち、1979年1月19日（46歳） -）
ギター。
  - 血液型はA型。
  - ギターはモズライトマークI及びマークIVを使用。
  - 速弾きや特殊奏法を取り入れたテクニカルなプレイが特徴。メタル好きなこともあってか、スウィープやタッピングを多用する。
  - 同級生が過去にスニーカー屋を経営していた影響で重度のスニーカーマニアであり、その総数は200足近くに及ぶ(2014年5月現在)。最多のコレクションはNIKE。
  - 実家は「川崎セラストーン」というタイル工であり、以前は川崎自身も働き、給料の大半でスニーカーを買った。バンドの機材車が故障した際、川崎セラストーンの自家用バンを代替として使用していた時期がある。

- 原 昌和（はら まさかず、1978年10月17日（46歳） -）
ベース・コーラス。
  - 血液型はA型。
  - ベースはRickenbacker・4003→MUSICMAN・STINGRAY→Fender・American Deluxe Jazz Bass→ESP・AMAZEを、アンプはオレンジを使用。ベースの弦はWarwick RED LABELを使用とのこと。(2007/04/25発売のDVD Stanley on the 2nd floor内の冊子にて。また、冊子内で原は「弦は安けりゃ安いほどいい」と語っている。)エフェクターは使用せず、チューナーはBOSS・TU-2を使用する。
  - 2015年からSCAFULL KING、FRONTIER BACKYARDのギタリスト増渕謙司、MOP of HEADの鍵盤Goergeと共にMINEのメンバーとしても活動。
  - 怪談師としても活動している。
- 木暮 栄一（こぐれ えいいち、1978年7月7日（47歳） -）
ドラムス。
  - 血液型はB型。
  - ドラムセットはdw、スネアドラムはカノウプスのZelkova hs-1465、ドラムスティックはpro-markを使用。なお、CDをリリースするようになってから数年間自前のドラムセットは無かった。
  - 3rdアルバムからはジャムブロック、カウベル、タンバリン、ヴィブラスラップなど様々なパーカッションを導入し、バンドサウンドに新たな彩りを与えた。
  - バンドの開始当初、メタルに嫌気が差しバンドを脱退した。当時はラッパーに憧れており、クラブのイベントに参加していた。
  - 絵が得意でTシャツ、CDジャケットのデザインやDVDのブックレットを担当している。
  - The Yasuno N°5 Groupメンバーとしても活動。

演奏時の立ち位置は荒井が右側、川崎がセンター、原が左側、木暮が後ろと、4ピースバンドとしては珍しくボーカルがセンターに立たないスタイルを取っている(後にこの立ち位置は、初期の頃のLego big morlで他の例が認められる)。これはメンバーの「誰かがメインとかではなく、4人が同列の関係に見えるといい」という思いが反映されたものである。この立ち位置はCinema staffに影響を与えているが、荒井によって、自分たちは「インディーズの頃のBEAT CRUSADERSのマネ」であるので「Cinema staffはマネのマネ」であると語られている。

## 備考
- ロックに限らず、ヘヴィメタル、メロコア、フュージョン、ソウル、ジャズ、ボサノヴァなど、多くのジャンルの音楽を独自に消化、吸収したサウンドが持ち味。
- 三浦康嗣は、音楽性の特徴を、「AORやフュージョン、ソウルみたいな音楽をロックマインドで、実際のそういう曲たちよりもBPMを15くらい上げ」た曲を、グルーヴミュージック的ではない感覚で演奏することと説明した[9]。
- 曲作りにはメンバー全員が参加する。各自が持ってきたネタ（リフやコード進行、メロディなど）を全員で膨らませていくパターンが主で、メロディは荒井が、リードギターのパートは川崎と原が担当することが多い。また、メロディは各パートが完成してから最後に乗せられることも多い。
- 歌詞は「Scent of August」までの楽曲は全て英詞で、日常生活を散文的に切り取ったような描写や少年期への想いを歌ったものが中心である。作詞は木暮と荒井が担当している。二人のどちらが書いた詞なのかは歌詞カードの字体で判断することができる。メンバーの友人であるジョージ・ボッドマン（TURTLE ISLAND）が、文法・表現・発音などの面においてアドバイザーを務めており、ジョージは一部の楽曲で作詞も手がけている。「2012e.p.」以降は一転して日本語詞の楽曲を発表しており、全英詞の楽曲は見られなくなった。
- 曲作りは音源リリースの時期が決定してから集中的に行われることが多い。そのため、レコーディングの際も曲作りに追われプリプロダクションを行えずに本番に望むのが恒例となってしまっている。「K.AND HIS BIKE」のレコーディングの際、曲作りが酷く行き詰まったため気分転換にスーパーに行ったところ、疲れ果てた顔で饅頭を眺める原に荒井が突然「まーちゃん（原の愛称）、これ買ってブン投げねえ？」と提案した。原は「コイツも限界だな…」と思ったが、結局二人で饅頭を買い地面に思いきり叩きつけた。すると、てっきり潰れて飛び散るかと思われた饅頭は「ぽすっ」と鈍くバウンドした。それを見た瞬間に曲がひらめいた、という意味不明なエピソードを原がDVD「Eric the Fool Recognized His Bike Quakes」で語っている。またレコーディングの初めの頃は、スタジオに入っても曲作りもせずレイジ・アゲインスト・ザ・マシーンなどを演奏したりして一日を過ごすこともあったらしい。
- プロモーションビデオはメンバーがシルエットになっていたり遠景になっていたりと、匿名性の強いものが多い。なお、「coral reef」のプロモーションビデオはバンド名の由来であるA Band Apart（英語版）によって制作された。
- 「quake and brook」ツアー最終日の夕方、アルバムタイトルの如く大地震が起き、開演時刻を大幅に遅らせるというハプニングがあった。交通網も麻痺してしまったため、会場にたどり着けない人やもう間に合わないと諦めて帰る人もいた。
- ディズニーコンピレーションで共演したBEAT CRUSADERSと親交が深い。ヒダカトオルは自身のアルバムと同時期にリリースされた「quake and brook」もしきりに宣伝していた。BEAT CRUSADERSの「MUSICRUSADERS」の初回盤でも荒井と原の名前が登場する。
- アメリカのバンドMOCK ORANGEとは非常に親交が深い。2001年にMOCK ORANGEが来日した際、彼らの作品を愛聴していたthe band apartが連絡先を交換し、日本での合同ツアーをオファーした。突然の誘いに最初は戸惑ったMOCK側だったが、送られてきた音源を聴いて好感を持ち、2003年のツアーで共演が実現した。ツアーを通じ両バンドは交流を深め、互いの音楽だけでなく人間性もリスペクトしあう間柄となった。続く2004年の再共演を経てMOCK ORANGEはasian gothic labelに加入。彼らの7thアルバム「Captain Love」以降のアルバムの日本盤はasian gothic labelからリリースされている。2006年には両バンドによるスプリットシングルをリリース。2007年には日本とアメリカで合同ツアーを行った。2016年に再びスプリットシングルをリリース。the band apartとMOCK ORANGEの関係について原は「俺達の合言葉は『アイ・ワズ・ゲイ』だから。俺達はゲイじゃないけど、それくらい愛し合っていこうぜって」という発言をしている。

## ディスコグラフィー

### 配信限定シングル
| 発売日        | タイトル                 |
| ------------- | ------------------------ |
| 2022年5月25日 | O. Bong (G.O.N.E. Remix) |

### ソロアルバム
| 発売日         | タイトル     | 規格品番  | 備考                     |
| -------------- | ------------ | --------- | ------------------------ |
| 2014年5月21日  | sparklers    | TKC-1001  | 荒井岳史ソロミニアルバム |
| 2014年7月16日  | beside       | HMCH-1138 | 荒井岳史ソロアルバム     |
| 2016年2月3日   | プリテンダー | KATS-1004 | 荒井岳史ソロアルバム     |
| 2017年12月20日 | will         | KATS-1017 | 荒井岳史ソロアルバム     |
| 2024年4月24日  | ７years      |           | 荒井岳史ソロアルバム     |

### その他
- STYLE Of Limited （2001年7月25日） 
「disappearing man」収録。
- STYLE OF LimitedII （2002年7月24日） 
「ANARQ」収録。
- DIVE INTO DISNEY （2002年10月30日）
「WHEN YOU WISH UPON A STAR」（映画『ピノキオ』からのカバー）収録。
- WHEN YOU WISH UPON A STAR （2003年10月1日）
「WHEN YOU WISH UPON A STAR」（映画『ピノキオ』からのカバー）収録。
- MOSH PIT ON DISNEY （2004年7月28日）
「GIVE A LITTLE WHISTLE」収録。
- BACKYARD SESSIONS #001 （2006年4月7日） - FRONTIER BACKYARD
「Wish feat. TAKESHI ARAI from the band apart」に荒井がゲストボーカルとして参加。
- LIVE DVD"STUDIO VANQUISH TOUR" （2008年2月2日）
「beautiful vanity」「higher」収録。
- ...OUT OF THIS WORLD 4 （2009年4月15日）
「STEP UP」収録。
- BONES （2009年10月3日） - 「ASPARAGUS presents BKTS TOUR 2009」会場限定
「flower tone」収録。
- BONES Ⅱ （2012年6月9日） - 「ASPARAGUS presents BKTS TOUR 2012」会場限定
「forget me not pt.2」（アルバム「quake and brook」の「forget me nots」をアコースティックアレンジしたもの）収録。
- 極東最前線 3（2013年9月18日）
「極東温度」収録。
- Yes, We Love butchers ～Tribute to bloodthirsty butchers～ Abandoned Puppy（2014年1月29日）
「2月/february」収録。
- REQUEST（2015年4月22日）
「約束はいらない」収録。
- BONES III （2018年6月2日） - 「ASPARAGUS presents BKTS TOUR 2018」会場限定
「茶番」収録。

### 参加作品
- PASSPO☆「妄想のハワイ」「無題」
原がベースとして参加
- 竹達彩奈「週末シンデレラ」
原がベースとして参加

### 楽曲提供
| アーティスト      | 曲名                 | 年   | 担当             | クレジット                   | 備考                               |
| ----------------- | -------------------- | ---- | ---------------- | ---------------------------- | ---------------------------------- |
| amiinA            | allow                | 2018 | 作曲             | 木暮栄一                     | 木暮、原、荒井が演奏に参加         |
| フルカワユタカ    | ドナルドとウォルター | 2018 | 作曲・編曲       | 原昌和                       | フルカワユタカとの共作             |
| 小野賢章          | Rain Dance           | 2018 | 作詞・作曲・編曲 | the band apart               |                                    |
| 坂本真綾          | Be mine!             | 2014 | 作曲・編曲       | the band apart               | 編曲は江口亮と共同                 |
| 坂本真綾          | coming up            | 2014 | 作曲・編曲       | 原昌和                       |                                    |
| 坂本真綾          | オールドファッション | 2019 | 作曲             | 荒井岳史                     |                                    |
| 坂本真綾          | でも                 | 2021 | 作曲             | 原昌和                       | アルバム『Duets』                  |
| さまぁ〜ず        | Last Summer          | 2020 | 作詞・作曲       | 木暮栄一                     | 「さまぁ〜ずライブ12」ED           |
| さまぁ〜ず        | Summer Ride          | 2020 | 作詞・作曲       | 木暮栄一                     | 「さまぁ〜ずライブ12」OP           |
| サンドリオン      | LINE LOOP            | 2021 | 作曲             | 木暮栄一                     | メンバー全員が演奏に参加           |
| サンドリオン      | attension please     | 2022 | 作曲             | 小暮栄一                     |                                    |
| Nao☆              | 射貫け！Midnight     | 2020 | 作曲・編曲       | the band apart               | 編曲はユウテラスと共同             |
| FRONTIER BACKYARD | 夜の改札             | 2015 | 作詞・作曲       | 木暮栄一                     |                                    |
| majiko            | きっと忘れない       | 2016 | 作詞・作曲       | 荒井岳史                     |                                    |
| majiko            | Learn to Fly         | 2018 | 作詞・作曲・編曲 | 荒井岳史                     |                                    |
| 和氣あず未        | 茉莉花               | 2022 | 作詞             | 木暮栄一                     | アルバム『あじゅじゅと夜と音楽と』 |
| ナノ              | Let's Make Noise     | 2023 | 作曲             | 木暮栄一                     |                                    |
| ロザリーナ        | Donuts               | 2024 | 作曲・編曲       | 木暮栄一（ロザリーナと連名） |                                    |